# Llàtzer Garcia Alonso
Llàtzer Garcia Alonso   (Girona, novembre 1981) és un dramaturg, actor i director de teatre català.

## Biografia
Es va diplomar en interpretació al Col·legi de Teatre de Barcelona i s'inicià en dramatúrgia a l'Obrador de la Sala Beckett i a l'Institut del Teatre, i va comença treballant com a actor (Freaks, Treball d'amor perdut, Cafè) i com ajudant de direcció de Xicu Masó, d'Helena Tornero i de Pau Miró.
Des de llavors, ha escrit i dirigit les següents obres: Au revoir, Lumière, Sweet nothing, Vent a les veles, Ens hauríem d'haver quedat a casa, Kafka a la ciutat de les mentides, La terra oblidada, La pols, Sota la ciutat, L'última nit del món, Els nens desagraïts i Els sonàmbuls. La seva feina ha sigut reconeguda amb diversos premis, entre els quals destaquen el premi Marqués de Bradomín, el Premi Ciutat de Sagunt, diversos Premis de la Crítica i el Premi Serra d'Or. També ha escrit diverses peces breus: Ara em toca a mi, Doppelgänger, Vida i mort d'un talp, Jericó i Només una veu. I amb Marília Samper, el 2011 va escriure Dos punkis i un vespino. Algunes de les seves obres estan traduïdes al castellà i a l'anglès. Molts dels seus muntatges teatrals els ha fet amb la companyia Arcàdia.
Més enllà de l'obra pròpia, Garcia ha signat les adaptacions de Les cròniques Marcianes de Ray Bradbury i de Sopa de pollastre amb ordi d'Arnold Wesker.
El 2016 va dirigir el seu primer llargmetratge, La Pols, estrenada al Festival de Málaga i que posteriorment va fer gira per Europa. També ha dirigit diferents espectacles de poesia i concerts de grups com Els Amics de les Arts, ha treballat com a professor de l'ESCAC i imparteix tallers a l'ERAM i a l'Obrador de la Sala Beckett.

## Obra[8]

### Obra escrita
- 2003 — Au revoir, Lumière (publicada a Bròsquil)
- 2007 — Sweet nothing (publicada a Cossetània. Obrador de la Sala Beckett).
- 2009 — Vent a les veles (Editorial Injuve)
- 2010 — Ens hauríem d’haver quedat a casa
- 2011 — Kafka a la ciutat de les mentides
- 2011 — Dos punkis i un vespino (Teatre Gaudí) Co-escrita amb Marilia Samper
- 2012 — La terra oblidada
- 2014 — La pols (Comanegra)
- 2015 — Sota la ciutat (Arola Editors)
- 2016 — L’última nit del món (Edicions Flyhard)
- 2017 — Els nens desagraïts (Publicada a Autor Exprés de l’SGAE)
- 2019 — Els somnàmbuls
- 2020 — Elda & Daniel
- 2021 — La font de la pólvora (Arola Editors)

### Obra breu
- 2010 — Ara em toca a mi (La Planeta. Publicada a Offcartell)
- 2011 — Vida i mort d’un talp (Lectura al Festival Temporada Alta)
- 2012 — Doppelgänger (La Planeta. Publicada a Offcartell)
- 2015 — Jericó (Temporada Alta. Publicada al llibre “Llibràlegs”, Arola)
- 2018 — Només una veu (Teatre Lliure).

### Obra dirigida
- 2006 — Sam. 6 obres curtes de Samuel Beckett (Sala Beckett)[9]
- 2009 — Vent a les veles (Círculo de Bellas Artes de Madrid)
- 2010 — Ens hauríem d’haver quedat a casa (Festival Temporada Alta, Sala Muntaner)
- 2011 — Kafka a la ciutat de les mentides (La Cuina, Festival Grec)
- 2012 — La terra oblidada (SalaFlyhard, Sala Atrium),
- 2014 — La pols (SalaFlyhard, La Villarroel, Teatro Fernán Gómez)
- 2015 — Sota la ciutat (Temporada Alta, Teatre Lliure)
- 2015 — Al vostre gust, de Shakespeare (Parking Shakespeare. Parc de l'Estació del Nord)
- 2016 — L’última nit del món (SalaFlyhard)
- 2017 — Els nens desagraïts (Temporada Alta, Sala Beckett)[10]
- 2018 — No m'oblideu mai, teatre Verbatim (Temporada Alta. Sala Beckett)
- 2019 — Els somnàmbuls (Temporada Alta. La Seca. Escenari Brossa)[11]
- 2020 — Elda & Daniel (Festival Temporada Alta)
- 2021 — La Font de la pólvora (Teatre Nacional de Catalunya)

### Adaptacions
- 2017 — Les cròniques Marcianes de Ray Bradbury (Temporada Alta)
- 2018 — Sopa de pollastre amb ordi d'Arnold Wesker (Biblioteca de Catalunya), amb Ferran Utzet.

### Filmografia
- 2016 — La pols (estrenada al Festival de Màlaga i va formar part de la secció oficial del Festival Abycine)

## Premis i reconeixements
- 2003 — Premi Ciutat de Sagunt per Au revoir, Lumière.
- 2007 — Premi Ciutat d'Amposta per Sweet nothing
- 2009 — Premi Marqués de Bradomín per Vent a les veles.
- 2012 — Premi Ciutat de Gandia per La terra oblidada
- 2014 — Premi de la Crítica per La pols
- 2014 — Premi Serra d’Or per La pols[12]
- 2017 — Premi de la Crítica per Els nens desagraïts[13]